# NGC 2574
NGC 2574 (również PGC 23418) – galaktyka spiralna (Sab), znajdująca się w gwiazdozbiorze Hydry. Odkrył ją w roku 1886 Ormond Stone.